# 宮木幸一
宮木 幸一（みやき こういち、1974年 - ）は、日本の医学者、公共政策研究者。京都大学大学院教授、東京大学公共政策大学院教授を経て、現在は東京大学公共政策大学院シニアリサーチフェロー、一般社団法人産業精神保健研究機構教授。専門は疫学、精神医学、行動経済学、公衆衛生学。横須賀米海軍病院 USNH Yokosukaにてエクスターンシップ修了、カナダのマクマスター大学を中心とする国際的なEBPMプロジェクトにも最初の日本人として貢献 。
中高時代は灘中学校・高等学校にて必修授業の柔道を学ぶとともに、囲碁部・水泳部・生徒会などで活動し、級長や文化委員長を務めた。大学時代は慶應書道会にて、皇后陛下や愛子様の書道御進講を務める楢崎華祥に仮名書道を学び、社会人になってからは三菱UFJグループの職場華道部にて草月流の華道を学ぶなど、日本文化や書画に深い関心を持つ。モットーは『精力善用 自他共栄』『精強即応』 、大学進学時に防衛省が所管する防衛医科大学校を併願して学科試験に合格した経歴を持ち、好物は臨床研修を受けた旧横須賀鎮守府跡地に因んだ海軍カレー・スパイシーなチャイ・阿闍梨餅、好きな作家は村上春樹と夏目漱石。2024年1月1日に発生した能登地震では、震災翌日から寄付・ボランティア支援などで継続的にかかわり、東京大学公共政策大学院GraSPPと北陸先端科学技術大学院大学JAISTの連携のもと、大学発スタートアップを通した能登への継続的な関与と関係人口増加に取り組んでいる。

## 経歴
- 1974年 大阪府生まれ。
- 1993年 灘中学校・高等学校卒業。
- 2000年3月 慶應義塾大学医学部医学科卒業。博士課程とポスドクを飛び級で修了し、同年年4月、同大学医学部助手に就任。
- 2005年 慶應義塾大学より医学博士号取得。
- 2006年 京都大学医学部講師、2015年 北里大学医学部准教授、2017年 国際医療福祉大学医学部教授、2019年 名古屋大学予防早期医療創成センター客員教授、2020年 京都大学大学院教授、2023年 東京大学公共政策大学院教授を歴任。
- 現在、東京大学公共政策大学院シニアリサーチフェロー、一般社団法人産業精神保健研究機構教授。

## 主な著書
- 『多数派の専横を防ぐ意思決定理論とEBPM』（郡山幸雄との共著、日本経済新聞出版、2023年3月、ISBN: 9784296117352）   https://www.u-tokyo.ac.jp/biblioplaza/ja/J_00174.html
- 『発達障害を職場でささえる 全員の本領発揮を目指すプレゼンティーズムという視点』（東京大学出版会）   https://www.utp.or.jp/book/b375470.html
- 『社会と健康 健康格差解消に向けた統合科学的アプローチ』（東京大学出版会、第8章分担執筆）  https://www.utp.or.jp/book/b306966.html
- 『グローバルエビデンス委員会報告書 』（マクマスター大学）2024年改訂版の監訳・解説　https://www.u-tokyo.ac.jp/biblioplaza/ja/K_00133.html
- 『グローバルエビデンス委員会報告書 』（マクマスター大学）2025年改訂版の翻訳　https://www.mcmasterforum.org/docs/default-source/evidence-commission/update-2025-jpn.pdf

## 英文原著論文
- 70以上の英文論文を発表。詳細はPubMedや産業精神保健研究機構HP参照。 https://pubmed.ncbi.nlm.nih.gov/?term=Miyaki+K https://riomh.umin.jp/project.html
- 主な受賞歴は国際疫学会International Epidemiological Association (IEA) Young Investigator Award受賞（平成22年1月31日）、日本ストレス学会 奨励賞受賞（令和2年10月24日）、国際行動医学会International Congress of Behavioral Medicine（ICBM） Meritorious Abstract Award受賞（令和3年6月3日）など https://riomh.umin.jp/overview.html